# Jesús Luis Andreu Escartín
Jesús Luis Andreu Escartín (Tremp, 1959) és esportista i dirigent esportiu català vinculat al triatló.
Advocat especialista en Dret esportiu, triatleta i maratonià. S'inicià en la pràctica del triatló l'any 1986 i a partir de 1992 formà part del Comitè Català de Triatló, integrat en la Federació Catalana de Pentatló Modern i Triatló, la qual va presidir l entre 1996 i 2000, i aquest mateix any ja es va convertir en el primer president de la nova Federació Catalana de Triatló, ja segregada del pentatló, quan aquesta es va crear oficialment. Des de llavors, ha estat reelegit successivament president(2000, 2004 i 2008). També és vicepresident de la Federació Espanyola de Triatló i president del seu Comitè de Disciplina Esportiva i membre del Consell Directiu de la Unió de Federacions Esportives de Catalunya. Fou impulsor del Triatló Ciutat de Barcelona, l'Ironcat i els triatlons blancs de Baqueira-Beret, Tuixén o Lles de Cerdanya, entre d'altres.